# 4. pr. Kr.
◄ | 2. stoljeće pr. Kr. | 1. stoljeće pr. Kr. | 1. stoljeće | ►
◄ | 30-ih pr. Kr. | 20-ih pr. Kr. | 10-ih pr. Kr. | 0-ih pr. Kr. | 0-ih | 10-ih | 20-ih | ►
◄◄ | ◄ | 7. pr. Kr. | 6. pr. Kr. | 5. pr. Kr. | 4 pr. Kr. | 3. pr. Kr. | 2. pr. Kr. | 1. pr. Kr. | ► | ►►
Astronomija

## Rođenja
- Isus Krist († 33.) – utemeljitelj kršćanstva, rođen je vjerojatno početkom godine ili krajem 5. prije Krista. Utvrđeno je da Isus sigurno nije rođen 1. godine, što znači da pogrešno brojimo godine od njegovog rođenja
- Seneka – filozof († 65.)

## Smrti
- Herod I. Veliki, na temelju pomrčine mjeseca koju spominje Josip Flavije. Druga tumačenja njegovu smrt datiraju u 1. godinu prije Krista.